# ウイングアーク1st
ウイングアーク１ｓｔ株式会社（英称： Wingarc1st Inc.）は、東京都港区に本社を置く、企業向けソフトウェアおよびサービスを開発・販売する会社である。

## 概要
主力製品は帳票基盤ソリューション「SVF」、BI・データ活用ソリューション「Dr.Sum」、情報活用ダッシュボード「MotionBoard」。
SVFは導入実績社数（累積）が2020年現在で約26,021社であり、日本国内の帳票ソフトウェア市場において出荷金額ベースでトップシェアとなる68.3%を占めている。Dr.Sum EAは導入実績社数が2020年現在で約6,400社、MotionBoardは同2,170社にのぼる。
企業理念は、「Empower Data, Innovate the Business,Shape the Future.（情報に価値を、企業に変革を、社会に未来を。）」。
また、経済産業省によって2021年度から2024年度の健康経営優良法人（ホワイト500）に認定されている。

## 製品・サービス
- 帳票基盤ソリューション
  - SVF
  - SVF Cloud
  - invoice Agent（OCR・書類整理ソフトウェア）

- BIソリューション
  - Dr.Sum
  - MotionBoard
  - MotionBoard Cloud
  - BIコンサルティング

- その他
  - 3rd Party Data Gallery（第三者データの提供サービス）
  - VyNDEX（セールスフォース社製品のデータ編集サービス）
  - SmartRetailing（リテール業界向け情報活用ソリューション）

## 沿革
- 1993年（平成5年）- 翼システム株式会社情報企画事業部発足。
- 1995年（平成7年）10月 - 「SVF」の前身となる帳票ツール「VisualFormade」出荷開始。
- 1996年（平成8年）12月 - 帳票製品「SuperVisualFormade」出荷開始。
- 2001年（平成13年）5月 - 多次元高速集計検索エンジン「Dr.Sum」をリリース。
- 2003年（平成15年）4月 - BI製品「Dr.Sum EA」出荷開始。
- 2004年（平成16年）
  - 3月 - 翼システム株式会社情報企画事業部の営業を譲受け、ウイングアークテクノロジーズ株式会社を渋谷クロスタワーにて創業[5]。
  - 9月 - 西日本営業部発足。大阪市に営業所を開設。
- 2005年（平成17年）7月 - 販売・開発のソリューションパートナーの体制を強化。「WARP」制度発足。
- 2006年（平成18年）
  - 4月 - 中部日本営業部発足。名古屋市に営業所を開設。
  - 6月 - 本社を東京都港区港南に移転。
- 2009年（平成21年）
  - 6月 - 上海市に「文雅科信息技术（上海）有限公司」を設立。
  - 11月 - 1stホールディングス株式会社（初代）に商号変更。同時に持株会社体制へ移行。
    - 純粋持株会社である同社と、販売会社として新たに設立されたウイングアーク テクノロジーズ株式会社、開発会社の株式会社エフ・アイ・ティ、ディジタル・ワークス株式会社、HITコミュニケーションズ株式会社、株式会社フォー・クルー、海外子会社の文雅科信息技術（上海）有限公司の7社でグループが構成された[6]
- 2010年（平成22年）
  - 4月 - 本社を東京都渋谷区円山町に移転。
  - 12月 - 1stホールディングス株式会社が、大阪証券取引所ジャスダック市場スタンダードに上場。
- 2011年（平成23年）
  - 3月 - バリオセキュア・ネットワークス株式会社（現・バリオセキュア）を子会社化。
  - 7月 - 株式会社エフ・アイ・ティとHITコミュニケーションズ株式会社が、株式会社エフ・アイ・ティを存続会社として合併。
  - 8月 - 福岡県福岡市に営業所を開設。新ブランド「MotionBoard」発表、出荷開始。
  - 10月 - 大連市唯知計算機系統有限公司（現・文雅科信息技术（大连）有限公司）を子会社化。
- 2012年（平成24年）
  - 2月 - 1stホールディングス株式会社が、東京証券取引所市場第二部へ上場。
  - 3月 - 株式会社エフ・アイ・ティが1stネクスパイア株式会社に商号変更。
  - 7月 - ウイングアーク テクノロジーズ株式会社がウイングアーク株式会社に商号変更。
- 2013年（平成25年）
  - 4月 - 本社を渋谷インフォスタワーに移転。
  - 3月 - 1stネクスパイア株式会社が株式会社フォー・クルーを吸収合併。
  - 4月 - 1stホールディングス株式会社が、マネジメント・バイアウト実施を公表。
  - 8月 - 宮城県仙台市に東北営業所を開設。
  - 9月 - 1stホールディングス株式会社が東京証券取引所市場第二部への上場を廃止。創業時より資本参加していた投資ファンドのアドバンテッジ パートナーズが撤退し、代わりにオリックスが資本参加。
  - 12月 - マネジメント・バイアウトにより親会社となったモノリスホールディングス株式会社が、1stホールディングス株式会社（初代）を吸収合併し、1stホールディングス株式会社（2代）に商号変更。
- 2014年（平成26年）
  - 3月 - シンガポールに「WingArcSingaporePte.Ltd.」を設立。
  - 3月 - 1stホールディングス株式会社（2代）が、ウイングアーク株式会社、1stネクスパイア株式会社、ディジタル・ワークス株式会社を吸収合併し、ウイングアーク1st株式会社に商号変更[7]。
- 2016年（平成28年）
  - 3月 - オリックスが出資を引き揚げ、投資ファンドのカーライル・グループが同社の全株式を取得することを表明[8]。
  - 6月 -
    - 親会社となったWACホールディングス株式会社が、ウイングアーク1st株式会社（初代）を吸収合併し、ウイングアーク1st株式会社（2代）に商号変更。
    - 子会社だったバリオセキュア株式会社の全株式を、アイ・シグマ ・パートナーズ株式会社が管理・運営するアイ・シグマ事業支援ファンド2号投資事業有限責任組合に譲渡することが発表される。
    - 8月 - 新潟県新潟市に新潟営業所を開設。
- 2017年（平成29年）
  - 5月 - Space-Time Research社を完全子会社化。
  - 11月 - 株式会社リテールマーケティングワンを設立。広島県広島市に中四国営業所を開設。
- 2018年（平成30年）
  - 3月 - 株式会社Everforthを子会社化。
  - 4月 - 本社を東京都港区六本木に移転。日立製作所が保有する帳票ソフト「EUR」の資産を取得。2020年3月を目途に、EURをSVFのラインナップとして統合する見通しを表明。
  - 5月 - 代表者の異動を実施。創業者の内野弘幸が代表権のない取締役会長に退き、新たな代表者に副社長だった田中潤が就任[9]。
- 2019年（平成31年/令和元年）
  - 1月 - 東京証券取引所がIPOを承認。上場予定日は同年3月13日、東証1・2部のいずれに上場するかは未定。
  - 3月 - 「海外投資家を中心にIPOに対する投資意欲が低下するなど、市場環境が悪化している」ことを理由として、IPO中止を決定。
  - 12月 - 伊藤忠商事と伊藤忠テクノソリューションズが、共同設立会社を通じて戦略的事業投資を実施[10]。
- 2020年（令和2年）
  - 2月 - 東京証券取引所がIPOを再承認。
  - 3月 -「新型コロナウイルスの世界的な感染拡大及び原油価格の急落等を受けた最近の株式市場の動向等諸般の事情を総合的に勘案し」た結果、IPO中止を決定。約1年間で2度のIPO中止となる。
  - 11月 - 東芝デジタルソリューションズと資本業務提携
- 2021年（令和3年）3月 - 東京証券取引所第1部に上場。
- 2022年（令和4年）2月 - 動態管理プラットフォームサービス事業。株式会社traevoを子会社化

## 国内拠点
- 現存する拠点
  - 東京（本社）
  - 札幌市 - BIツール（Dr.Sum）を開発したディジタル・ワークス株式会社[11]の創業の地。
  - 仙台市
  - 新潟市 - 帳票ツール（Visual Formade）の開発にあたり重要な技術を提供した株式会社エフ・アイ・ティ[12]の創業の地。
  - 名古屋市
  - 大阪市
  - 広島市
  - 福岡市
- かつて存在した拠点
  - 旭川市 - 「Dr.Sum EA」のインターフェース製品を開発していたHITコミュニケーションズ株式会社の創業の地であった。

## 関連会社
- 文雅科信息技术（上海）有限公司
- 文雅科信息技术（大连）有限公司
- WingArc Singapore Pte. Ltd
- WingArc Australia Pty Ltd
- 株式会社リテールマーケティングワン
- 株式会社Everforth
- 株式会社traevo

## 加盟団体
- 一般社団法人日本経済団体連合会
- MIJS[13]コンソーシアム（Made In Japan Software Consortium）